# El Xupet Negre
Carles Redón (Barcelona, 1969), més conegut amb el nom artístic d'«El Xupet Negre», és un grafiter de Barcelona que el 1987 va començar a pintar un xumet negre antropomorf com a símbol d'«unitat antiracista» en tàpies i carrers, primer amb retolador i després amb pintura en esprai. El 1998 va començar a pintar i vendre els seus dibuixos realitzats tant sobre fusta com sobre tela. Ha exposat en galeries de tot el món i és considerat el creador del Logo Art.
L'any 2016, va pintar un mural de 250 metres quadrats al polígon de Can Guitard de Terrassa. El cap del personatge és un xumet català amb barretina i vestit de pana tradicional, demana «Llibertat» i fa el signe de les quatre barres amb la mà.